# ویژه
ویژه، روستایی از توابع بخش کلیائی شهرستان سنقر در استان کرمانشاه ایران است.

## جمعیت
این روستا در دهستان کیونات قرار دارد و بر اساس سرشماری مرکز آمار ایران در سال ۱۳۸۵، جمعیت آن ۱۵۰ نفر (۳۹خانوار) بوده‌است. این روستا در ۱۵۰ کیلومتری شمال شرقی استان کرمانشاه ودر فاصله ۵۰کیلومتری غربی شهرستان سنقر قرار دارد. در قسمت شرقی روستا تپه ای معروف به قلعه وجود دارد تپه ویژه مربوط به دوران پیش از تاریخ ایران باستان تا دوران‌های تاریخی پس از اسلام است و این اثر در تاریخ ۱۱ مرداد ۱۳۸۴ با شماره ثبت ۱۲۵۲۲ به‌عنوان یکی از آثار ملی ایران به ثبت رسیده‌است.
در قسمت غربی روستا که کوه هشتاد وجود دارد که دارای منظره بکر و دیدنی است. از این کوه دو تا چشمه سرازیر می‌شود که از این چشمه‌ها جهت آب آشامیدنی روستا و آبیاری زمین‌های کشاورزی استفاده می‌شود.
روستاهای همجوار در شمال روستای تپه اسماعیل در جنوب روستای سامله و باقرآباد ودر غرب روستای سرخم قرار دارد. مردمان دلسوز و زحمتکش روستا حمایت همه‌جانبه با یکدیگر داشته و در کارهای خیر و مراسمات با یکدیگر دلسوزانه زحمت می‌کشند و در حمایت از نظام و کشور همیشه در انتخابات حضور به هم رسانده و در رای‌گیری شرکت می‌نمایند.
امکانات روستا شامل:
اب و برق و گاز است
طرح هادی روستا در مرحله اول اجرا شده
دارای مدرسه ابتدایی می‌باشند و که دانش آموزان روستا برای ادامه مقطع تحصیلی راهنمایی و دبیرستان به شهر یا روستای لنجاب مراجعه می‌نمایند.
دارای مسجد بنام محمد رسول‌الله که در سال ۱۳۹۲ که بوسیله کمک‌های مردمی ساخته شد.
روستا دارای اراضی کشاورزی حدوداً ۲۵۰ هکتار است که بیشتر ان دیم است.
منبع درآمد مردم از محل تولید محصولات کشاورزی شامل گندم و نخود و دامداری دامهای سبک و سنگین (گوسفند و گاو) و باغ داری (گردو- سیب- انگور) می‌باشد.